# 格魯特巴赫河
51°59′58″N 8°45′12″E / 51.99944°N 8.75333°E

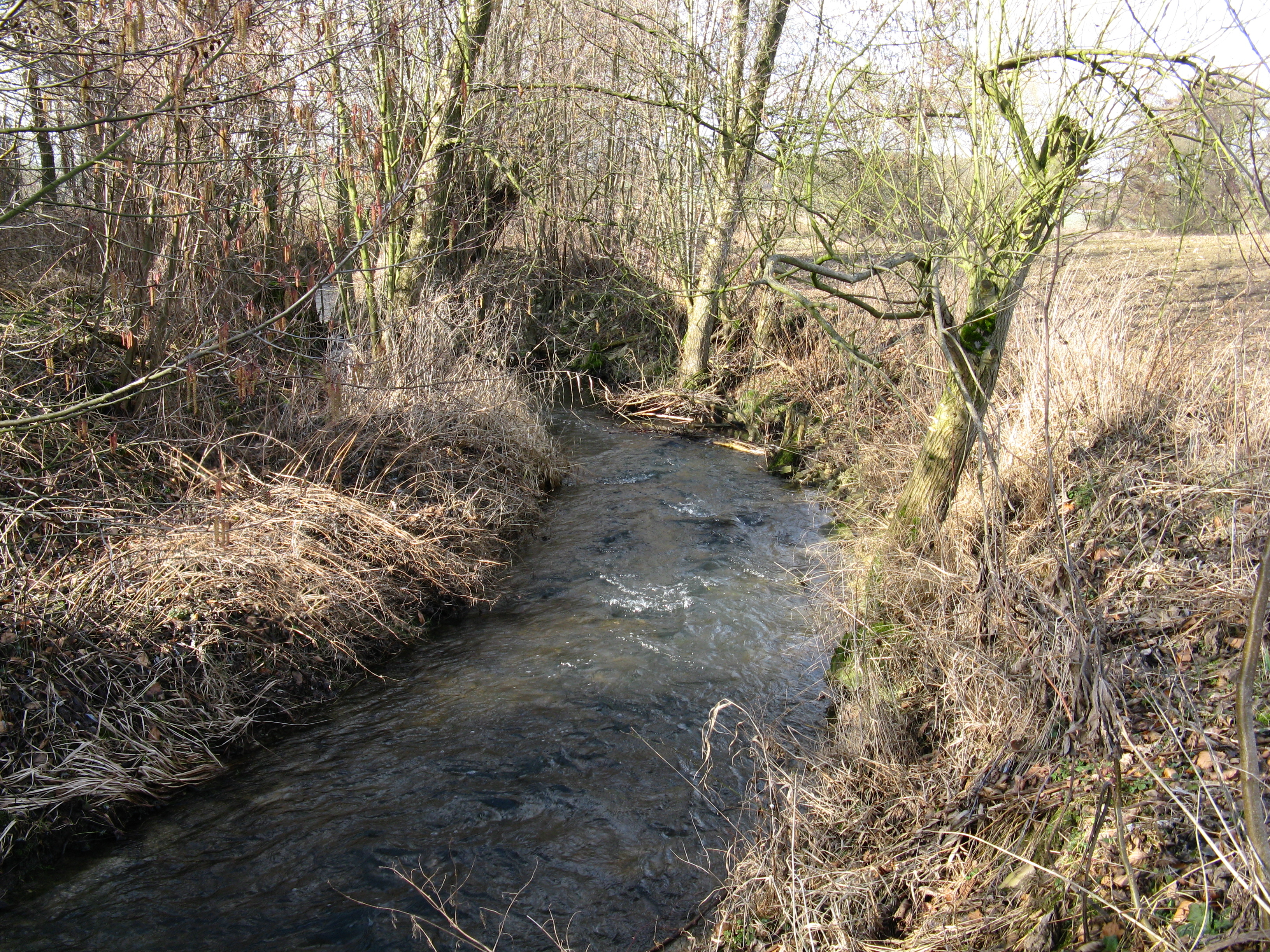
格魯特巴赫河

格魯特巴赫河（德語：Gruttbach），是德國的河流，位於該國西部，流經北萊茵-威斯特法倫州，屬於哈弗巴赫河的右支流，河道全長5公里，流域面積10平方公里。